# 展毛瓜叶乌头
展毛瓜叶乌头（学名：Aconitum hemsleyanum var. atropurpureum）为毛茛科乌头属下的一个变种。

## 扩展阅读
- 維基物種上的相關：展毛瓜叶乌头